# Chiesa della Beata Vergine del Rosario (Monfalcone)
La Chiesa della Beata Vergine del Rosario è una chiesa del cristianesimo cattolico ubicata nella zona centrale di Monfalcone, vicino al Duomo di Sant'Ambrogio, e dedicata alla Beata Vergine del Rosario. Viene aperta nelle celebrazioni della Madonna del Carmine, di Santa Rita e del Santissimo Rosario.

## Storia e architettura
Prima della costruzione dell'edificio religioso, a un centinaio di metri dall'attuale chiesa vi era una chiesetta cinquecentesca omonima, andata distrutta durante la prima guerra mondiale a causa dei bombardamenti. Tale chiesa ospitava opere d'arte di cui soltanto alcune si sono salvate. Tra queste vi erano la statua della Madonna, ora situata sul capitello in via IX giugno, il rosone istoriato e il leone marciano, posti sulla facciata della nuova chiesa. Quest'ultima, infatti, fu costruita soltanto nel Primo Dopoguerra e fu ristrutturata completamente nel 1985.
La facciata anteriore si presenta con aperture ad arco a tutto sesto e due nicchie superiori, poste accanto al grande rosone. Sotto al rosone si trova, invece, il leone di San Marco in bassorilievo.